# Nikodim Kondakow
Nikodim Pawłowicz Kondakow (ur. 8 listopada 1844 we wsi Chałań, zm. 17 lutego 1925 w Pradze) – rosyjski bizantynolog i historyk sztuki.

## Życiorys
W latach 1871–1917 wykładał na uniwersytecie w Petersburgu, 1917-1922 w Sofii, 1922-1925 w Pradze. Jego uczniami byli: André Grabar, Michael Rostovtzeff.

## Wybrane publikacje
- Drevnjaja architektura Gruzii, Moskva 1876.
- Istorija bizantijskogo iskusstva i ikonografij po miniatjuram grečeskich rukopisej, Odessa 1876. (Zapiski Imperatorskago Novorossijskago Universiteta 21).
- Les sculptures de la porte de Sainte-Sabine a Rome, "Revue archéologique" (1877), s. 361-372.
- Vizantijskija cerkvi i pamjatniki Konstantinopolja, Odessa 1886.
- Histoire de l'art byzantin: considéré principalement dans les miniatures, t. 1-2, Paris 1886-1891.
- O fres kachlěstnicy Kievo-Sofijskogo sobora, Sankt-Petersburg 1888. Zapiski Imperatorskago Russkago archeolog. obšč. 3.
- Russkija drevnosti v pamjatnikach iskusstva, t. 1-6, Sankt-Petersburg 1889-1891.
- Opis' pamjatnikov' drevnosti v nekotorych chramach i monastyrjach Gruzii, Sankt-Petersburg 1890.
- Ukazatel' otdělenija srednich věkov i epochi vozroždenija, Sankt-Petersburg 1891.
- Geschichte und Denkmäler des byzantinischen Emails, Frankfurt am Main 1892.
- Russkie klady : izslědovanie drevnostej velikoknjažeskago perioda, Sankt-Petersburg 1896.
- Ikony sinajskoj i af'onskoj kollekcij Preosv : Porfirija ; izdavaemyja v lično im izgotovlennych, Sankt-Petersburg 1902.
- Pamjatniki christianskago iskusstva na Afone, Sankt-Petersburg 1902.
- Zoomorfyčeskie inicialy grečeskich i glagoličeskich rukopisej X-go - XI-go stol. v bibliotekě Sinajskago monastyrja, Sankt-Petersburg 1903.
- Ikonografija Gospoda Boga i Spasa našego Iisusa Christa : istoričeskij i ikonografičeskij očerk, Sankt-Petersburg 1905.
- Izobraženija russkoj knjažeskoj sem'i v' miniatjurach' XI věka, Sankt-Petersburg 1906.
- Makedonija: archeologičeskoe putešestvie, Sankt-Petersburg 1909.
- Ikonografija Bogomateri, t. 1-2, Sankt-Petersburg 1914-1915.
- The Russian icon, Oxford 1927.
- Russkaja ikona, t. 1-4, Praga 1928-1933.
- Ocerki i zametki po istorii srednevekovago iskusstva i kul'tury = Prispevky k dejinam stredovekého umeni a kultury, Praga 1929.